# Montmollin

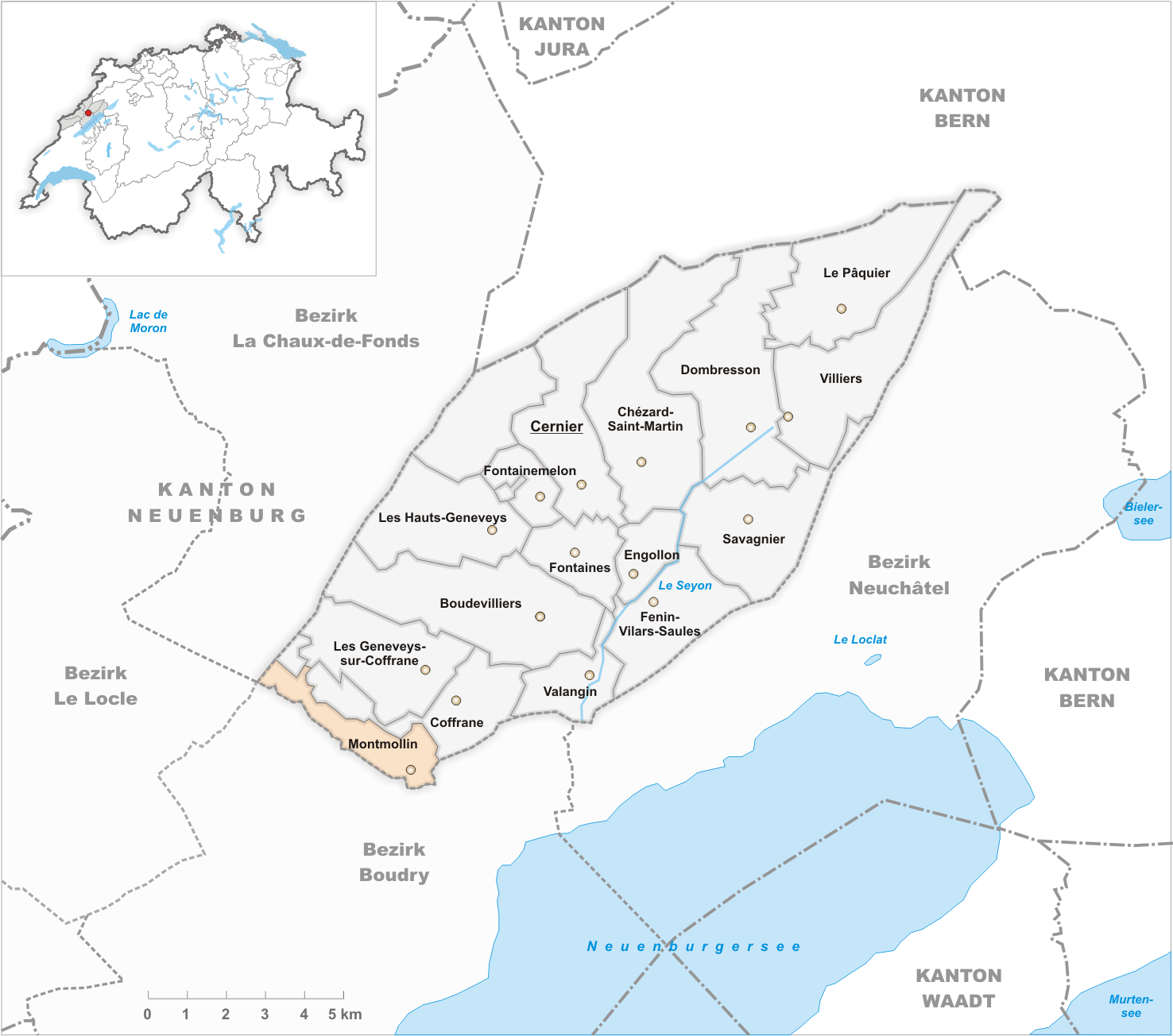
Gemeindestand vor der Fusion am 1. Januar 2013

Montmollin war eine politische Gemeinde im Distrikt Val-de-Ruz des Kantons Neuenburg in der Schweiz. Am 1. Januar 2013 fusionierte sie mit den Gemeinden Boudevilliers, Cernier, Chézard-Saint-Martin, Coffrane, Dombresson, Engollon, Fenin-Vilars-Saules, Fontainemelon, Fontaines, Les Geneveys-sur-Coffrane, Les Hauts-Geneveys, Le Pâquier, Savagnier und Villiers zur neuen Gemeinde  Val-de-Ruz.

## Geographie
Montmollin liegt auf 772 m ü. M., sechs Kilometer westlich der Kantonshauptstadt Neuenburg (Luftlinie). Das Dorf erstreckt sich am äussersten Südwestrand des Beckens von Val de Ruz im Neuenburger Jura, am Südostfuss des Mont Racine, in aussichtsreicher Lage mit Blick auf den rund 350 m tiefer liegenden Neuenburgersee, auf das Schweizer Mittelland und bei klarer Sicht bis zu den Alpen.
Die Fläche des 4,1 km² grossen Gemeindegebiets umfasst einen kleinen Abschnitt ganz im Südwesten der Senke des Val de Ruz. Nach Nordwesten erstreckt sich das Gebiet in einem schmalen Streifen auf die Antiklinale des Mont Racine und bis an den Hang oberhalb der Côtes de Marmoud, der im Bereich des Einzugsgebiets des Vallée des Ponts liegt. Südlich des Mont Racine wird mit 1401 m ü. M. der höchste Punkt von Montmollin erreicht. Auf den Jurahöhen befinden sich ausgedehnte Hochweiden mit den typischen mächtigen Fichten, die entweder einzeln oder in Gruppen stehen. Von der Gemeindefläche entfielen 1997 6 % auf Siedlungen, 37 % auf Wald und Gehölze, 56 % auf Landwirtschaft und etwas weniger als 1 % war unproduktives Land.
Zu Montmollin gehören der Weiler La Prise, 981 m ü. M. am Südosthang des Mont Racine, und einige Einzelhöfe auf den Jurahöhen. Nachbargemeinden von Montmollin sind Coffrane, Corcelles-Cormondrèche, Rochefort, La Sagne und Les Geneveys-sur-Coffrane.

Historisches Luftbild aus 1000 m von Walter Mittelholzer von 1927

## Bevölkerung
Mit 620 Einwohnern (Stand 31. Dezember 2012) gehört Montmollin zu den kleineren Gemeinden des Kantons Neuenburg. Von den Bewohnern sind 90,3 % französischsprachig, 4,0 % deutschsprachig und 1,7 % englischsprachig (Stand 2000). Die Bevölkerungszahl von Montmollin ist seit 1900 (damals 179 Einwohner) kontinuierlich angestiegen.

## Wirtschaft
Montmollin war bis Mitte des 20. Jahrhunderts ein hauptsächlich durch die Landwirtschaft geprägtes Dorf. Heute gibt es einige Arbeitsplätze im lokalen Kleingewerbe. In den letzten Jahrzehnten hat sich Montmollin zur Wohngemeinde entwickelt. Viele Erwerbstätige sind deshalb Wegpendler und arbeiten vor allem in Neuenburg.

## Verkehr
Die Gemeinde ist verkehrsmässig gut erschlossen. Sie liegt an der Hauptstrasse von Neuenburg über den Pass La Tourne nach Les Ponts-de-Martel. Am 1. Dezember 1859 wurde die Bahnlinie von Neuenburg bis Les Hauts-Geneveys mit einer Haltestelle in Montmollin eingeweiht. Ferner wird Montmollin durch den Postautokurs von Neuenburg via Les Ponts-de-Martel nach Le Locle bedient.

## Geschichte
Die erste schriftliche Erwähnung des Dorfes erfolgte 1347 unter dem Namen Mommolens; 1372 erschien die Bezeichnung Montmollens. Montmollin gehörte zur Herrschaft Valangin, die teils den Grafen von Neuenburg, teils den Grafen von Montbéliard unterstand und 1592 endgültig an Neuenburg kam. Seit 1648 war Neuenburg Fürstentum und ab 1707 durch Personalunion mit dem Königreich Preussen verbunden. 1806 wurde das Gebiet an Napoleon I. abgetreten und kam 1815 im Zuge des Wiener Kongresses an die Schweizerische Eidgenossenschaft, wobei die Könige von Preussen bis zum Neuenburgerhandel 1857 auch Fürsten von Neuenburg blieben. 1824 wurde Montmollin eine eigene Gemeinde, die bis 1832 zur Mairie von Rochefort, danach bis 1848 zur Mairie von Valangin gehörte. Danach wurde die Gemeinde dem Distrikt Boudry zugeteilt, bevor sie 1888 zum Distrikt Val-de-Ruz kam. Montmollin besitzt keine eigene Kirche, es gehört zur Pfarrei Coffrane.